# Матрициани, Хеннинг
Хеннинг Матрициани (нем. Henning Matriciani; род. 14 марта 2000, Липпштадт, Северный Рейн-Вестфалия) — немецкий футболист, защитник клуба «Шальке 04».

## Клубная карьера
Матрициани — воспитанник клуба «Сус Баден Вестеркоттен», «Арминия» и «Липпштадт 08». В 2018 году он дебютировал за основной состав последних. Летом 2020 года Матрициани перешёл в «Шальке 04», где в начале выступал за дублирующий состав. 15 мая 2021 года в матче против франкфуртского «Айнтрахта» он дебютировал в Бундеслиге. Он подписал профессиональный контракт с клубом «Шальке 04» 28 сентября 2021 года, сроком до 2024 года. По итогам сезона клуб вылетел из элиты, но игрок остался в клубе. В матче против «Падерборн 07» он дебютировал во Второй Бундеслиге. По итогам сезона Матрициани помог команде вернуться в элиту. В конце мая 2023 года клуб объявил о досрочном продлении контракта до 2026 года.